# Susan Flannery
Susan Flannery (Jersey City, 31 luglio 1939) è un'attrice e regista statunitense, vincitrice di un Golden Globe e di quattro Emmy Awards.
Susan Flannery è famosa per la parte di Stephanie Douglas Forrester nella soap opera Beautiful, ruolo interpretato ininterrottamente per 25 anni dal 1987 al 2012. In precedenza era apparsa in ruoli da protagonista nella soap opera Il tempo della nostra vita (1966-1975), nella parte della dottoressa Laura Spencer Horton e, nel celebre serial Dallas (1980-1981) nella parte di Leslie Stewart. Sul grande schermo è nota per le sue interpretazioni in L'inferno di cristallo (1974) e La corsa più pazza del mondo (1976).
Nel 2010, la Flannery si è classificata al 1º posto nella classifica delle 50 Greatest Soap Actress (le 50 più grandi attrici di soap opera), sondaggio indetto da We Love Soaps.

## Biografia

### Vita privata
È una donna riservata e amante della privacy. È mamma di Blaise Flannery, adottata nel 1987. Da sempre è una madre single e non si è a conoscenza di sue relazioni con uomini. Questo ha portato la cronaca rosa a vociferare di una sua presunta omosessualità, ma nonostante non ci siano prove al riguardo, alcune fonti hanno scritto che abbia confermato.
La scrittrice, poetessa e sceneggiatrice Rita Mae Brown, nonché attivista per i diritti degli omosessuali e sua amica, scrisse nel suo libro autobiografico Rita Will: Memoir of a Literary Rabble-Rouser che Susan Flannery ebbe una relazione lunga 8 anni con la scrittrice e attrice Fannie Flagg (quest'ultima ha avuto una relazione sentimentale con la stessa Rita Mae Brown), che non ha mai confermato o smentito.
È affetta da fibromialgia, malattia che ha contribuito al suo congedo dalla soap opera Beautiful a causa della stanchezza che questa le provocava col passare degli anni dopo molte ore di set. Nel 2011, in un’intervista, ha dichiarato di essere affetta da cancro al colon, ma grazie a un trattamento immediato, dal 2015 è ufficialmente guarita. 
È pilota di aerei con regolare brevetto di volo.

### Il debutto
L'attrice fa il suo esordio nel 1963 in un episodio del telefilm La legge di Burke, mentre l'anno seguente debutta al cinema nel film Il californiano (1964), interpretando la parte di Molly accanto a Charles Bronson.

### Televisione

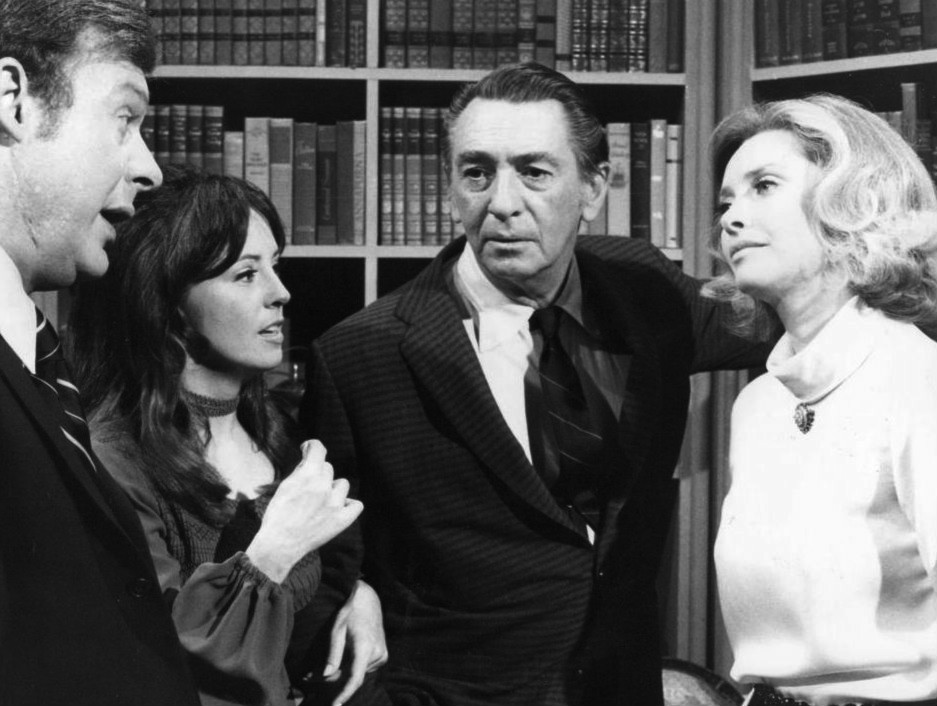
Susan Flannery (a destra) nel cast della soap Il tempo della nostra vita nel 1971

Dopo aver preso parte ad alcune serie televisive come Viaggio in fondo al mare (1964-1965) e Ben Casey (1965), nel 1966 viene scelta per interpretare la dottoressa Laura Spencer Horton nella soap Il tempo della nostra vita, ruolo che ricoprirà fino al 1975 e che nello stesso anno le farà vincere il suo primo premio Emmy Awards come miglior attrice protagonista. Negli Stati Uniti diventerà molto famosa, visto che la soap è ancora oggi trasmessa con successo.
Nel 1976 è tra i protagonisti della miniserie I boss del dollaro, con Kirk Douglas, Marisa Pavan, Christopher Plummer e Joan Collins, ruolo che le farà guadagnare una candidatura all'Emmy. Nel 1979 appare nella soap di prima serata Donne in bianco.
Tra il 1980 e il 1981 interpreta Leslie Stewart nel celebre serial Dallas. Consulente d'affari di J.R. (Larry Hagman), Leslie è una donna molto potente e scaltra. Infatti, facendosi credere amica di J.R., registrerà tutte le loro conversazioni per poter incastrare l'uomo. Avrà con lui anche una breve storia d'amore che metterà in crisi il matrimonio di Sue Ellen (Linda Gray). Con il ruolo di Leslie, la Flannery acquisterà in fretta molta popolarità.
Dopo una pausa lavorativa di alcuni anni, nel 1987 viene scelta per interpretare Stephanie Douglas Forrester nella soap opera Beautiful. Grazie a questo ruolo, diventa famosa in tutto il mondo e, nel corso degli anni, ottiene numerosi riconoscimenti, tra cui 7 candidature all'Emmy come migliore attrice protagonista, portando a casa l'ambito premio nel 2000, 2002 e 2003. Insieme a Ronn Moss, Katherine Kelly Lang e John McCook, la Flannery è stata una dei protagonisti assoluti del serial giornaliero della CBS fin dalla prima puntata nel ruolo della matriarca della famiglia Forrester. 
Sposata fin dall'inizio (anche se poi divorzieranno molte volte) con Eric, Stephanie è madre di cinque figli, Ridge, Thorne, Angela (deceduta in tenera età), Kristen e Felicia, avuti da Eric (in realtà il primogenito Ridge è figlio di Massimo Marone, amante di gioventù della donna, ma tale verità viene alla luce solo dopo molti anni).
Ricca e spietata negli affari, Stephanie ha da sempre l'obiettivo di separare Brooke Logan dal figlio Ridge, in modo che Ridge possa vivere felicemente con Caroline Spencer (Joanna Johnson) e in seguito con Taylor Hamilton (Hunter Tylo), da lei molto gradite al contrario della Logan. Il suo sogno non si realizzerà mai (o perlomeno non per sempre), visto che Ridge e Brooke paiono "destinati" a vivere insieme.
Altra storica nemica di Stephanie è per molti anni Sally Spectra (Darlene Conley), l'esuberante proprietaria della Spectra Fashion, la casa di moda rivale della Forrester Creations, con la quale si scontrerà molto spesso per questioni lavorative, sentimentali (si contenderanno sia l'amore di Jack Hamilton, padre di Taylor, sia quello di Eric) e familiari in quanto la figlia di Sally, Macy Alexander (Bobbie Eakes), sarà a lungo sposata con il secondogenito di Stephanie, Thorne (Clayton Norcross, Jeff Trachta e Winsor Harmon) anche se poi le due diverranno molto amiche. Altre rivali della donna nella soap opera sono state anche Margot Linley, Beth Logan, Sheila Carter, Lauren Fenmore, Jackie Payne e Donna Logan con le quali si è contesa, nel corso degli anni, l'amore di Eric.
Stephanie ha rotto i rapporti da molto tempo con la madre Ann (Betty White), salvo riappacificarsi con lei solo negli ultimi tempi, e ha una sorella minore, Pamela (Alley Mills), con la quale è andata sempre abbastanza d'accordo (eccetto alcuni periodi).
Nel 2012 l'attrice annuncia di voler lasciare la soap opera definitivamente dopo 25 anni di attività. Il 26 novembre 2012 il personaggio di Stephanie esce quindi di scena, morendo per un cancro, tra le braccia della sua storica ex nemica, Brooke. Nelle ultime puntate Stephanie dà l'addio agli altri personaggi principali della soap. Questa storia celebrativa è stata scelta per rendere omaggio ad un personaggio fondamentale come Stephanie, ed alla sua grande interprete. L'episodio della morte di Stephanie è trasmesso in Italia il 19 agosto del 2013.
Susan Flannery interpreta Stephanie Douglas Forrester anche in Febbre d'amore (1993), in una breve apparizione del personaggio nella sister-soap di Beautiful.
Nel 2004 recita in alcuni episodi della sitcom Hope & Faith nel ruolo leggero di Laura Levisetti, svelando inaspettate doti anche come attrice comica.
Nel 2013 accetta di interpretare un ruolo come guest star nella sitcom statunitense Old Dogs & New Tricks, primo ruolo dopo la sua uscita di scena da Beautiful. Nel febbraio 2018 riappare come guest-star in una puntata di Beautiful, sotto forma di fantasma in visione a Brooke durante il suo ennesimo matrimonio con Ridge, episodio trasmesso poi in Italia nel novembre dello stesso anno per poi riapparirvi nuovamente nel 2023 sempre sotto forma di fantasma.

### Cinema
Dopo la parte ne Il californiano, nel 1967 ottiene un ruolo nel film Disney La gnomo mobile al fianco, tra gli altri, del premio Oscar Walter Brennan.
Il successo cinematografico arriverà nel 1974 grazie alla partecipazione a L'inferno di cristallo, nel quale interpreta la parte di Lorrie; vincerà il Golden Globe come miglior giovane attrice ed il film riscuoterà un enorme successo al botteghino. Con lei nel film un cast di superstar, Paul Newman, Fred Astaire, Steve McQueen, Robert Wagner, Richard Chamberlain, Jennifer Jones, Faye Dunaway e molti altri.
Partecipa quindi al film La corsa più pazza del mondo (1976), con Gary Busey, e successivamente a produzioni di minor successo, Superdraghi nella notte (1977), Anatomia di un amore (1979), Violazione del codice morale (1982), con Jamie Lee Curtis, e Shaft of Love (1983), quest'ultimo, diretto da Richard A. Colla, sarà il suo ultimo lavoro come attrice fino al 1987. L'attrice infatti in quel periodo prende una pausa e si dedica alla regia.

### Regista
La Flannery è anche una stimata regista: tra il 1982 e 1983 crea, produce e dirige la soap opera di prima serata A New Day in Eden, inedita in Italia.
Dal 1996 al 2003 dirige numerosi episodi dello stesso Beautiful guadagnandosi due candidature al D.G.A (Directors Guild of America), il premio dei registi americani, nel 1996 e nel 1998.
Nel 2008 dirige tre episodi della soap Sentieri, e nel 2010 diversi episodi della seconda stagione della soap opera web Venice: The Series. Dopo la sua uscita da Beautiful nel 2012, torna a dirigere la quarta stagione della web-soap.
Nel 2013 è alla regia del Film TV The Groove che vede nel cast, tra gli altri, l'attrice Crystal Chappell.

## Filmografia

### Attrice

#### Cinema
- Il californiano (Guns of Diablo), regia di Boris Ingster e Boris Sagal (1965)
- La gnomo mobile (The Gnome-Mobile), regia di Robert Stevenson (1967)
- L'inferno di cristallo (The Towering Inferno), regia di John Guillermin (1974)
- La corsa più pazza del mondo (The Gumball Rally), regia di Charles Bail (1976)

#### Televisione
- La legge di Burke (Burke's Law) – serie TV, episodio 1x04 (1963)
- Slattery's People – serie TV, episodio 1x05 (1964)
- Viaggio in fondo al mare (Voyage to the Bottom of the Sea) – serie TV, 3 episodi (1964)
- Death Valley Days – serie TV, episodio 13x26 (1965)
- Ben Casey – serie TV, episodio 5x03 (1965)
- Il tempo della nostra vita (Days of Our Lives) – soap opera (1966-1974)
- Squadra speciale anticrimine (The Felony Squad) – serie TV, episodio 1x07 (1966)
- Kronos - Sfida al passato (The Time Tunnel) – serie TV, episodio 1x04 (1966)
- Il calabrone verde (The Green Hornet) – serie TV, episodio 1x21 (1967)
- Mannix – serie TV, episodio 6x21 (1973)
- Thriller – serie TV, episodio 6x03 (1975)
- Dallas – serie TV, 11 episodi (1981)
- Violazione del codice morale (Money on the Side), regia di Robert L. Collins – film TV (1982)
- Beautiful (The Bold and the Beautiful) – soap opera (1987-2012, 2018, 2023)
- Febbre d'amore (The Young and the Restless) – soap opera, 2 puntate (1993)
- Hope & Faith – serie TV, episodi 1x24-1x25 (2004)

### Regista
- Beautiful (The Bold and the Beautiful) – soap opera, 35 episodi (1991-2004)
- Sentieri (The Guiding Light) – soap opera, 3 episodi (2008)
- The Fosters – serie TV, episodio 4x14 (2017)

## Riconoscimenti
Golden Globe 
Vinti:
- Miglior attrice debuttante, per L'inferno di cristallo (1975)

 Emmy Award 
Vinti:
- Miglior attrice protagonista in una serie drammatica, per I giorni della nostra vita (1975)
- Miglior attrice protagonista in una serie drammatica, per Beautiful (2000)
- Miglior attrice protagonista in una serie drammatica, per Beautiful (2002)
- Miglior attrice protagonista in una serie drammatica, per Beautiful (2003)

Nomination:
- Miglior attrice protagonista in una miniserie o film per la televisione, per I boss del dollaro (1977)
- Miglior attrice protagonista in una serie drammatica, per Beautiful (2001)
- Miglior attrice protagonista in una serie drammatica, per Beautiful (2005)
- Miglior attrice protagonista in una serie drammatica, per Beautiful (2006)
- Miglior attrice protagonista in una serie drammatica, per Beautiful (2009)
- Miglior attrice protagonista in una serie drammatica, per Beautiful (2011)
- Miglior attrice protagonista in una serie drammatica, per Beautiful (2013)

 Soap Opera Digest Awards 
Nomination:
- Miglior cattiva in una soap-opera, per Beautiful (1989)
- Miglior cattiva in una soap-opera, per Beautiful (1991)
- Miglior attrice protagonista in una soap-opera, per Beautiful (1993)
- Miglior attrice protagonista in una soap-opera, per Beautiful (1994)
- Miglior attrice non protagonista in una soap-opera, per Beautiful (1996)
- Miglior attrice protagonista in una soap-opera, per Beautiful (2000)
- Miglior attrice protagonista in una soap-opera, per Beautiful (2001)

 Directors Guild of America 
Nomination:
- Miglior regista in una serie drammatica, per Beautiful (1996), episodio 2167
- Miglior regista in una serie drammatica, per Beautiful (1998), episodio 2580

 Soap Opera Update Awards 
Vinti:
- Miglior attrice, per Beautiful (1989)

## Doppiatrici italiane
- Angiolina Quinterno in Beautiful (1990-2006), Febbre d'amore, Hope & Faith
- Rita Savagnone in L'inferno di cristallo (doppiaggio originale)
- Livia Giampalmo in I boss del dollaro
- Vittoria Febbi in Beautiful (2006-2013, 2018, 2023)
- Alessandra Korompay in L'inferno di cristallo (ridoppiaggio)